# Egy kis kiruccanás
Az Egy kis kiruccanás (eredeti cím: La Grande Vadrouille) 1966-os francia-brit filmvígjáték, melyet Gérard Oury rendezett.
A filmet Franciaországban 1966. december 8-án mutatták be, míg az Egyesült Királyságban 1968. május 5-én.

## Szereposztás
| Szerep                            | Színész               | Magyar hang       |
| --------------------------------- | --------------------- | ----------------- |
| Augustin Bouvet                   | Bourvil               | Pathó István      |
| Stanislas Lefort                  | Louis de Funès        | Suka Sándor       |
| Peter Cunningham                  | Claudio Brook         | Dunai Tamás       |
| Marie-Odile nővér                 | Andréa Parisy         | Ráckevei Anna     |
| Madame Germaine, szállodaigazgató | Colette Brosset       | Czigány Judit     |
| Alan MacIntosh                    | Mike Marshall         | Rátóti Zoltán     |
| Apáca főnökasszony                | Mary Marquet          | Feleki Sári       |
| Juliette nagyapja                 | Pierre Bertin         | Dobránszky Zoltán |
| Achbach őrnagy                    | Benno Sterzenbach     | Horkai János      |
| Juliette                          | Marie Dubois          | Kovács Nóra       |
| Sir Reginald („Nagy Bajusz”)      | Terry-Thomas          | Bodrogi Gyula     |
| Stürmer főhadnagy                 | Sieghardt Rupp        | Varga T. József   |
| Otto Weber SS-ezredes             | Hans Meyer            | ?                 |
| Német katona a vonaton            | Helmuth Schneider     | Versényi László   |
| Kancsal német katona              | Michel Modo           | Usztics Mátyás    |
| Horgász                           | Paul Préboist         | Balázsi Gyula     |
| Méphisto                          | Jacques Bodoin        | Vass Gábor        |
| Állatkerti gondozó                | Henri Génès           | Antal László      |
| Zenészek                          | Guy Grosso Jean Droze | (néma szereplők)  |

## Gyártás
A filmet ugyanaz a csapat (Oury, Bourvil és de Funès) készítette, akik a nagy sikerű Az ügyefogyott (1965) című filmet is. A filmet a párizsi Billancourt stúdióban készítették, és Franciaországban is számos helyszínen forgattak. A film díszleteit Jean André művészeti vezető tervezte.

## Fogadtatás
A film 1966 legnépszerűbb filmje volt a francia jegypénztáraknál (és minden idők legnépszerűbb és legnagyobb bevételt hozó filmje) 17 275 169 belépővel és 32 994 000 dolláros bruttó bevétellel (Ez majdnem kétszerese volt a második legnépszerűbb Dr. Zsivágónak, amely 9 816 305 belépővel és 16 536 000 dolláros bruttóval rendelkezett).
Több mint negyven éven át az Egy kis kiruccanás volt a legsikeresebb francia film Franciaországban, és több mint 17 200 000 mozibelépővel vezette a kasszasikerlistát. A Titanic 1997-es változata, az Isten hozott az Isten háta mögött (2008) és az Életrevalók (2011), amelyeket több mint 19 000 000 mozilátogató látott, valamint a Hófehérke és a hét törpe után az ötödik legsikeresebb film Franciaországban (a jegybevételek alapján).

## Fordítás
- Ez a szócikk részben vagy egészben  a   La Grande Vadrouille című angol Wikipédia-szócikk fordításán alapul.  Az eredeti cikk szerkesztőit annak laptörténete sorolja fel. Ez a jelzés csupán a megfogalmazás eredetét és a szerzői jogokat jelzi, nem szolgál a cikkben szereplő információk forrásmegjelöléseként.